# The Lion King (jogo eletrônico)
The Lion King (em Português: O Rei Leão) é um jogo eletrônico de plataforma desenvolvido pela Westwood Studios e publicado pela Sega para Sega Mega Drive/Genesis, Super NES, NES, Game Boy, PC, Game Gear, Sega Master System, sendo lançado em 8 de Dezembro de 1994. The Lion King é baseado no filme O Rei Leão da Walt Disney com fases muito semelhantes as partes do filme. O jogo possui dez fases sendo seis fases com o Simba filhote e quatro  fases com o Simba já adulto, enfrentando seu tio Scar.
Foi o último jogo lançado para o Nintendo Entertainment System (na Europa).

## Recepção
The Lion King recebeu críticas positivas, incluindo um 8/10 da Electronic Gaming Monthly, vendendo 1,27 milhões de unidades da versão SNES nos Estados Unidos.